# Hin och smålänningen (1949)
Hin och smålänningen är en svensk dramafilm från 1949 i regi av Ivar Johansson.

## Om filmen
Filmen premiärvisades 14 mars 1949. Inspelningen gjordes i Sandrew-Ateljéerna i Stockholm med exteriörer från Nalen, Strömbron, Värtahamnen, Katarinahissen och Flen av Carl-Eric Edlund och Sven Nykvist. Som förlaga har man Frans Hedbergs folklustspel från 1888 som uruppfördes på Djurgårdsteatern i Stockholm. En tidigare inspelning av Hin och smålänningen regisserades 1927 av Erik A. Petschler, se Hin och smålänningen.

## Rollista (urval)
- Stig Järrel - Gammel-Erik, alias Hin, alias van Zaaten
- Sigge Fürst - Gunnar Rask, smålänning, bergsprängare, alias greve Sunnerbo
- Naima Wifstrand - Titta Grå, även kallad Gråtitta
- Ulla Andreasson - Elna, hennes dotter
- Arthur Fischer - Ola Hansson, torpare
- Wilma Malmlöf - Malena, hans käring
- Torgny Anderberg - Per, deras son
- Sten Lindgren - Smerling, brukspatron
- Ruth Weijden - Amelie Smerling, hans hustru
- Sigbrit Molin - Annie Smerling, deras dotter
- Bengt Logardt - Sven Smerling, löjtnant, deras son
- Willy Peters - Casimir, friherre
- Oscar Winge - David, prost
- Gull Natorp - Gustava, prostinna
- Eric Laurent - Brunstedt, förvaltare
- Adèle Lundvall - Lotten, hushållerska
- Gösta Qvist - Jonsson, betjänt
- Alf Östlund - Lund, länsman
- Siegfried Fischer - fjärdingsman
- Henning Ohlsson - Jan, gammal värmlänning, smed
- Nils Johannisson - Bergman, ingenjör
- Gösta Bodin - Ahlberg
- Gustaf Hedström - Borell
- Hugo Tranberg - Svensson
- Georg Skarstedt - tågledare
- Hilmer Peters - stins
- Naemi Briese - servitris
- Bernt Callenbo - springschas i Stockholm
- Gustaf Hiort af Ornäs - läkare
- Folke Pilo - gäst på bruket
- Nils Hultgren - man

## Musik i filmen
- Smålänningen, kompositör Charles Redland, text Sigge Fürst, sång Sigge Fürst
- Sweet Guitar Stuff, kompositör Kurt Wärngren, instrumental.
- Kungsträdgården Swing, kompositör Charles Redland, instrumental.
- Jumble Jump, kompositör Yngve Lindblad